# Amboy Dukes (Bande)
Amboy Dukes ist der Name einer fiktiven Straßenbande in New York City im Stadtteil Brownsville in Brooklyn Ende des 19. Jahrhunderts/Anfang des 20. Jahrhunderts. Der Name ist eine Erfindung des amerikanischen Schriftstellers Irving Shulman, in dessen gleichnamigem Roman die fiktive Bande und deren Mitglieder im Mittelpunkt stehen. Zwar lehnt der Autor seinen Roman an diversen realen Straßengangs aus Brooklyn an, es gibt jedoch keine Quellen aus der damaligen Zeit, die die Existenz der Amboy Dukes belegen würden.
Durch die Einwanderungswellen aus Europa war die Bevölkerung in New York zwar stark angewachsen, der amerikanische Traum des sozialen Aufstiegs war jedoch vielen Zuwanderern versperrt oder erschien zu mühsam. Es bildeten sich jugendliche, häufig ethnisch rekrutierte, Banden, die ihren Namen von geografischen Merkmalen oder Straßennamen ableiteten. Die „Herzöge“ (engl. Dukes) hatten sich dementsprechend nach der Amboy Street in Brownsville benannt.

## Kultur
Die Detroiter Rockgruppe The Amboy Dukes leitete ihren Bandnamen bewusst von der fiktiven Straßengang ab.